# 巫術 (漫畫)
巫術（英語：Wiccan），本名威廉·「比利」·卡普蘭-奧特曼（William "Billy" Kaplan-Altman），是出現在美國漫威漫畫出版的超級英雄。該角色被描述為少年復仇者聯盟的成員，這是一支由青少年超級英雄組成的團隊，同時也是神威戰隊和新復仇者的成員。該角色由作家艾倫·海因伯格和畫家吉姆·張創作，首次出現在《少年復仇者》第1期（2005年4月）。角色的外觀以兩位著名的漫威超級英雄索爾和緋紅女巫（巫術的母親）為原型，兩人都是復仇者聯盟的成員。和緋紅女巫一樣，巫術擁有強大的魔法能力，這使他成為超級英雄團隊的關鍵成員。
巫術被鋼鐵小子招募到少年復仇者中，他的故事包括發現他和青少年英雄疾速是失散多年的雙胞胎兄弟。這兩兄弟是緋紅女巫和她的丈夫幻視的兒子（比利及威廉·馬克希莫夫）的轉世。這個角色的重要故事情節包括他和他的兄弟尋找自己的母親、學習掌握自己的力量，以及與他的隊友（後來的丈夫）小浩克的持續關係。
除了作為少年復仇者的永久成員外，巫術還曾是超智機構、神威戰隊、銀河守護隊和復仇者聯盟的成員。他因漫威漫畫中著名的同性戀角色而聞名。
虛幻的比利·麥西莫夫出現在漫威電影宇宙的Disney+迷你劇《汪達幻視》（2021年）中，由貝倫·比利茨（Baylen Bielitz）和朱利安·希利亞德（Julian Hilliard）飾演，希利亞德在電影《奇異博士2：失控多重宇宙》（2022年）中以人類版本的比利回歸。他的轉世比利·卡普蘭出現在迷你劇《阿嘉莎：無所不在》（2024年）中，由喬·洛克飾演。

## 其他媒體
比利·麥西莫夫和威廉·卡普蘭出現在漫威電影宇宙的真人媒體中，貝倫·比利茨（Baylen Bielitz）將其描繪為五歲的孩子，朱利安·希利亞德（Julian Hilliard）描繪為十歲，喬·洛克描繪為青少年。
- 在迷你劇《汪達幻視》中，比利是由緋紅女巫汪達·馬克西莫夫通過混沌魔法創造的，當時她將新澤西州西景鎮困在“六角形”中，並表現出了自願變老的能力。在〈現在是彩色畫面〉一集中，汪達以不明方式懷孕。隨著事情的進展在很短的時間內，她和她的丈夫幻視爭論如果是男孩該給孩子起什麼名字，她推崇威廉·莎士比亞的湯米和比利。雖然幻視同意汪達的選擇，但她生下了雙胞胎，並允許他們使用這兩個名字[5]。 在〈全新鬼魅萬聖夜！〉一集中，比利的力量開始顯現，他能夠透過心靈感應感知幻視何時遇到麻煩並需要汪達的幫助[6]。在〈打破第四面牆〉和〈前情提要〉中，汪達和幻視的鄰居「艾格妮絲」（後來被揭露為女巫阿加莎·哈克尼斯）照顧著比利和湯米，但她但俘虜了雙胞胎，迫使汪達透露她是如何改變了西景鎮。[7]在“系列大結局”中，汪達解開了咒語，結束了比利和湯米的存在。在片尾彩蛋的場景中，她聽到他們在呼救，後來發現這來自其他宇宙[8]。
- 來自838號宇宙的比利·馬克希莫夫的變體出現在電影《奇異博士2：失控多重宇宙》中，由朱利安·希利亞德飾演。此外，616號宇宙中的巫術雕像也出現在溫達戈爾山上[9]。
- 威廉·卡普蘭出現在迷你影集《阿嘉莎：無所不在》中，由喬·洛克飾演。比利·馬克希莫夫的肉體死亡後，他擁有了在車禍中喪生的卡普蘭的屍體。[10][11]

### 電子遊戲
- 巫術在《終極漫威英雄VS卡普空3（英语：Ultimate Marvel vs. Capcom 3）》的奇異博士結局中客串亮相。[12]
- 巫術在《漫威英雄 Online》中作為緋紅女巫的增強服裝出現，由凱爾·赫伯特（英语：Kyle Hebert）配音。[13]
- 巫術在《樂高：復仇者聯盟（英语：Lego Marvel's Avengers）》中作為一個可解鎖的可玩角色出現，由 J. P. Karliak 配音。[14]
- 巫術在《漫威復仇者學院（英语：Marvel Avengers Academy）》中以可解鎖的可玩角色出現。[15]
- 巫術在《樂高漫威超級英雄2（英语：Lego Marvel Super Heroes 2）》中作為可解鎖的可玩角色出現。
- 巫術在《MARVEL未來之戰》中作為可解鎖的可玩角色出現。

## 資料來源
1. 1 2  Empyre: Aftermath Avengers #1 Marvel Comics.
2. ↑  Avengers: The Children's Crusade #7 Marvel Comics.
3. ↑  Empyre #4 Marvel Comics.
4. ↑  DeFalco, Tom; Sanderson, Peter; Brevoort, Tom; Teitelbaum, Michael; Wallace, Daniel; Darling, Andrew; Forbeck, Matt; Cowsill, Alan; Bray, Adam. . DK Publishing. 2019: 408. ISBN 978-1-4654-7890-0.
5. ↑  Kaye, Don. . Den of Geek. January 22, 2021  [August 28, 2024]. （原始内容存档于2021-01-24） （美国英语）.
6. ↑  Knight, Rosie. . Den of Geek. February 12, 2021  [August 28, 2024]. （原始内容存档于2021-02-13） （美国英语）.
7. ↑  Knight, Rosie. . Den of Geek. February 19, 2021  [August 28, 2024]. （原始内容存档于2021-02-19） （美国英语）.
8. ↑  Knight, Rosie. . Den of Geek. March 5, 2021  [August 28, 2024]. （原始内容存档于2021-03-06） （美国英语）.
9. ↑  Nair, Rupesh. . IGN India. April 6, 2022  [April 6, 2022]. （原始内容存档于May 19, 2022） （印度英语）.
10. ↑  Gomez, Dessi. . Deadline Hollywood. October 10, 2024  [October 12, 2024]. （原始内容存档于October 12, 2024）.
11. ↑  Glazebrook, Lewis. . Screen Rant. October 17, 2024  [October 17, 2024] （英语）.
12. ↑  Capcom, Eighting. . PlayStation 3, Xbox 360, PlayStation Vita. Capcom. November 2011. Doctor Strange's ending.
13. ↑  Robison, Seth. . Newsarama.   [5 February 2015]. （原始内容存档于5 February 2015）. "January also saw the release of the game's second Young Avenger, Wiccan a.k.a. the spell-casting "son" of Scarlet Witch and the android Vision. Just like the Kate Bishop Hawkeye, Wiccan is an Enhanced Costume, this time for his 'mother' to take in account for how much their powers can overlap. However rather than just a skin with a new voice and dialogue, 'wearing' the Wiccan costume will change the visuals of all of Scarlet Witch's powers from her red to Wiccan's signature blue."
14. ↑  . Twitter.   [February 26, 2016]. （原始内容存档于August 27, 2016）.
15. ↑  . Marvel.com. February 16, 2017  [February 17, 2017]. （原始内容存档于August 6, 2020）.